# Liste des aéroports canadiens par indicateur d'emplacement : CL
Cette liste d'aéroports reprend l'ordre alphabétique suivi par le « TC LID ». Le « TC LID » est le « lieu d'identification » donné par Transports Canada, représentant le nom et le lieu d'un aéroport. C'est une aide de direction pour aider la circulation aérienne, les télécommunications et les programmes d'ordinateur.
Le format des entrées sont:
- Lieu d'identification (TC LID) - IATA - Nom de l'aéroport (nom alternatif) - Communauté de l'aéroport - Province

Les aéroports du Réseau national des aéroports sont en caractères gras.

## CA -Canada- CAN[1],[2]
| TC LID | IATA | Nom de l'aéroport                            | Communauté         | Province        |
| ------ | ---- | -------------------------------------------- | ------------------ | --------------- |
| CLA4   |      | Village aéronautique Holland Landing         | Holland Landing    | Ontario         |
| CLA5   |      | Aérodrome Lethbridge/Anderson                | Lethbridge         | Alberta         |
| CLA6   |      | Village aéronautique Lancaster               | Lancaster          | Ontario         |
| CLB2   |      | Aérodrome Plattsville (Lubitz Flying Field)  | Plattsville        | Ontario         |
| CLB6   |      | Hydroaérodrome La Grande-4/Lac de la Falaise | Lac Berthelot      | Québec          |
| CLC2   |      | Aéroport London/Chapeskie Field              | London             | Ontario         |
| CLC3   |      | Héliport Calgary Centre Peter Lougheed       | Calgary            | Alberta         |
| CLC4   |      | Terrain d'aviation Loon Creek                | Markinch           | Saskatchewan    |
| CLD2   |      | Héliport Edmonton/Leduc                      | Leduc              | Alberta         |
| CLE4   |      | Aéroport Lower East Pubnico (La Field)       | Lower East Pubnico | Nouvelle-Écosse |
| CLG3   |      | Aérodrome Liege/CNRL                         | Liege              | Alberta         |
| CLG7   |      | Aérodrome Fort McMurray (Legend)             | Fort McMurray      | Alberta         |
| CLH2   |      | Héliport Stettler (Hospital & Care Centre)   | Stettler           | Alberta         |
| CLH4   |      | Lethbridge (Chinook Regional Hospital)       | Lethbridge         | Alberta         |
| CLJ2   |      | Hydroaérodrome Port Carling/Lake Joseph      | Lake Joseph        | Ontario         |
| CLJ3   |      | Aérodrome Lethbridge (Terrain d'aviation J3) | Lethbridge         | Alberta         |
| CLJ6   |      | Aéroport Altona Municipal                    | Altona             | Manitoba        |
| CLK3   |      | Village aéronautique Lucknow                 | Lucknow            | Ontario         |
| CLL2   |      | Hydroaérodrome Langille Lake                 | Langille Lake      | Nouvelle-Écosse |
| CLM2   |      | Aéroport Leamington                          | Leamington         | Ontario         |
| CLM3   |      | Hydroaérodrome Lake Muskoka/Alport Bay       | Bracebridge        | Ontario         |
| CLM4   |      | Héliport Lamont (Health Care Centre)         | Lamont             | Alberta         |
| CLN4   |      | Aérodrome Beaverlodge/Clanachean             | Beaverlodge        | Alberta         |
| CLP2   |      | Héliport Montréal/Laval (Artopex Plus)       | Montréal           | Québec          |
| CLQ2   |      | Héliport Liverpool (Queens General Hospital) | Liverpool          | Nouvelle-Écosse |
| CLS3   |      | Aérodrome Fort McMurray (South Liege)        | Fort McMurray      | Alberta         |
| CLV2   |      | Aérodrome Stayner (Clearview Field)          | Stayner            | Ontario         |
| CLW3   |      | Aérodrome Laurel/Whittington                 | Laurel/Whittington | Ontario         |